# 白俄罗斯邮政
白俄罗斯邮政Belposhta (Belpochta)是白俄罗斯的邮政公司。白俄罗斯邮政1947年加入万国邮政联盟。

## 链接
- 官方网址 （页面存档备份，存于）